# بربارة (جبيل)
بربارة  هي إحدى القرى اللبنانية من قرى قضاء جبيل في محافظة جبل لبنان.
تبعد البربارة 48 كلم (29.8272 مي) عن بيروت عاصمة لبنان. ترتفع 200 م (656.2 قدم - 218.72 يارد) عن سطح البحر وتمتد على مساحة 314 هكتاراً (3.14 كلم²- 1.21204 مي²).